# Антарафасіальний і супрафасіальний

Антарафасіальний і супрафасіальний механізм реакцій

Антарафасіальний і супрафасіальний — два поняття топології в органічній хімії, що описують взаємозв'язок двох процесів одночасного утворення хімічного зв'язку  та/або процесу розриву зв'язку в реакційному центрі чи навколо .

## Антарафасіальний
Стосується геометричних характеристик хімічних змін (розрив
або утворення зв’язку), що відбуваються у системах, які мають
площину симетрії. Якщо зміни відбуваються по різний бік
площини — вони називаються антарафасіальними.
Термін також використовується, коли задіяні σ-зв’язки. У цих
випадках звичайно відзначають фази локалізованої σ-зв’язу-
ючої орбіталі: випадок двох зв’язувальних змін з обох боків
протилежних фаз є антарафасіальними.
Антарафасіальний процес виражається в інверсії при одному
центрі і збереженні конфігурації при другому.
Синонім «антараповерхневий» є менш вдалим, оскільки мова
йде не про поверхню, а про площину симетрії, відносно якої
розглядаються переміщення атомів.

## Приклади

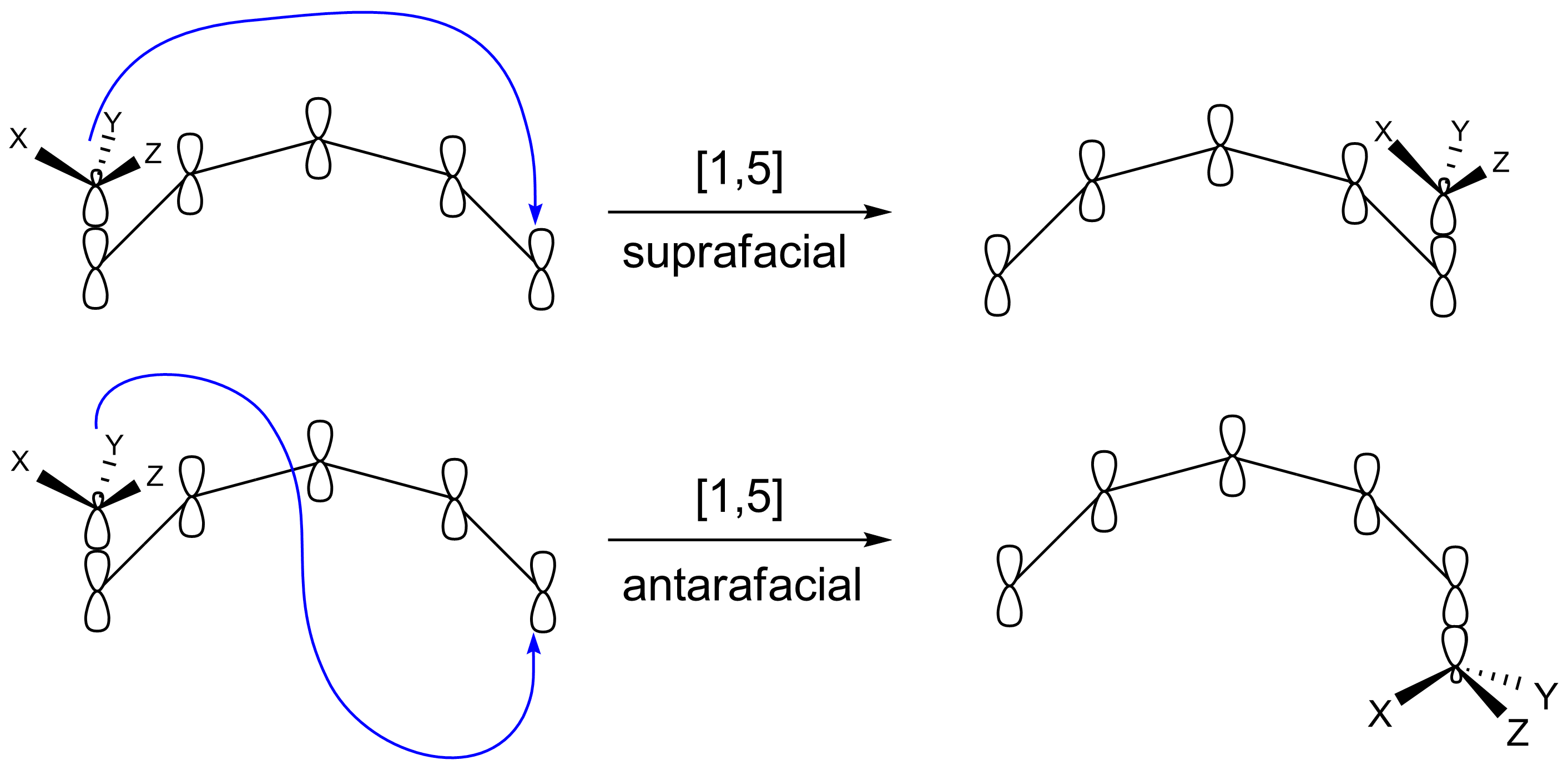

## Супрафасіальний
Коли частина молекули (молекулярний фрагмент) зазнає змін
у зв‘язуванні (утворюються або розриваються зв’язки) чи то
при одному центрі чи при відповідних двох центрах, зовнішніх відносно себе, такі зміни зв’язків можуть відбуватись
просторово двома різними способами. Вони називаються супрафасіальними, коли обидві зміни відбуваються на одній пло-
щині. Термін також використовується, коли задіяні σ-зв‘язки.
Тоді звичайно відзначають фази локалізованої σ-зв‘язуючої
орбіталі: випадок утворення двох зв’язків з того боку, де
орбітальні фази є однаковими, розглядається як супрафасіальний.
Можуть бути два чітких і альтернативних стереохімічних
наслідки супрафасіального процесу, який включає σ-зв‘язок
між насиченими атомами C — зі збереженням конфігурації
або інверсією при обох центрах.
Синонім супраповерхневий є менш вдалим, оскільки мова йде
не про поверхню, а про площину симетрії, відносно якої роз-
глядаються переміщення атомів.